# Populaires libéraux
Les Populaires libéraux (en italien Popolari Liberali) est un parti politique italien, fondé par Carlo Giovanardi d'une scission de l'UDC (le 4 février 2008) par les centristes et démocrates-chrétiens qui souhaitaient faire partie du Peuple de la liberté de Silvio Berlusconi. Il dispose d'un député européen. Sa  création avait été décidée lors du IIIe Congrès de l'UDC où un courant (14 % des délégués) avait contré la politique du leader de l'UDC, Pier Ferdinando Casini.